# Bác Dã
Bác Dã (chữ Hán giản thể: 博野县, âm Hán Việt: Bác Dã huyện) là một huyện thuộc địa cấp thị Bảo Định, tỉnh Hà Bắc, Cộng hòa Nhân dân Trung Hoa. Huyện này có diện tích 331 ki-lô-mét vuông, dân số 250.000 người. Mã số bưu chính của huyện Bác Dã là 071300. Chính quyền huyện đóng ở trấn Bác Lăng. Về mặt hành chính, huyện Bác Dã được chia thành 3 trấn, 4 hương. Tổng cộng có 133 thôn hành chính, 6 ủy ban cư. 
- Trấn: Bác Dã, Trình Ủy, Tiểu Điếm.
- Hương: Đông Khư, Bắc Dương Thôn, Thành Đông, Nam Tiểu Vương.